# Tāʾ marbūṭa
La tāʾ marbūṭa (in arabo تاء مربوطة‎? /tæːʔ marˈbuːtˤɑ/, in italiano: tāʾ legata) è una variante della lettera dell'alfabeto arabo tāʾ, utilizzata unicamente alla fine di una parola. Si dice legata perché, rispetto alla forma normale della tā’ (ت), sembra che le due estremità siano state legate (ة). 
La tāʾ normale, per distinguerla dalla tāʾ marbūṭa, è spesso chiamata tāʾ maftūḥa (in italiano: tāʾ aperta).

## Fonetica
Foneticamente corrisponde a [t] quando la parola è nello stato costrutto. Prima di una pausa non assume alcun suono in arabo moderno standard, e poiché è sempre preceduta da una fatḥa, l'ultimo fono che sarà pronunciato in tali casi sarà sempre una "a".

## Scrittura e traslitterazione
La tāʾ marbūṭa è graficamente molto simile a due lettere: tāʾ (ﺕ) e hāʾ (in arabo ﻩ‎?).
La tāʾ marbūṭa viene scritta in varie forme in funzione della sua posizione all'interno della parola, ma essendo utilizzata esclusivamente alla fine di una parola essa presenta solo le forme isolata e finale:
| Forma isolata | Forma finale | Forma intermedia | Forma iniziale |
| ة             | ـة…          | -                | -              |

Nella traslitterazione dall'arabo è comunemente associata a h o t oppure, essendo muta, non viene trascritta affatto. A volte, più raramente, viene utilizzata la forma ẗ, per distinguerla dalla lettera tā’, traslitterata con una semplice "t".

## Sintassi
La tāʾ marbūṭa è utilizzata per indicare che il nome, l'aggettivo o il sostantivo è riferito al genere femminile.
Ad esempio:
- مهندس (ingegnere maschio) diventa مهندسة (ingegnere femmina);
- صديق (amico) diventa صديقة (amica)

Vi sono comunque delle eccezioni. Per esempio:
- ﺧﻠﻴﻔـة (khalīfah) "califfo" (maschile).

Quando ad una parola terminante con la tāʾ marbūṭa si aggiunge un suffisso quest'ultima si "slega" e diventa una tāʾ normale.

## Fonti
- Faruk Abu-Chacra, Arabic: an Essential Grammar, London/New York, Routledge, 2007, ISBN 978-0-203-08881-4.